# Le Quesnel Communal Cemetery
Le Quesnel Communal Cemetery is een begraafplaats gelegen in de Franse plaats Le Quesnel (Somme). De militaire graven worden onderhouden door de Commonwealth War Graves Commission.
De begraafplaats telt 6 geïdentificeerde Gemenebest graven uit de Eerste Wereldoorlog.